# Adam Rams
Adam Rams (ur. 22 listopada 1956 w Knurowie) – polski samorządowiec, w latach 2002–2024 prezydent Knurowa.

## Życiorys
Posiada wykształcenie średnie techniczne. Od 1975 pracował jako górnik w Kopalni Węgla Kamiennego Knurów. Od 1995 do 2002 zajmował stanowisko wiceprzewodniczącego komisji zakładowej NSZZ „Solidarność”.
W 1994 uzyskał mandat radnego knurowskiej rady miasta. W 1998 z listy Akcji Wyborczej Solidarność został radnym sejmiku śląskiego I kadencji, w której przewodniczył Komisji ds. Bezpieczeństwa Publicznego i Obronności.
10 listopada 2002 w pierwszych bezpośrednich wyborach został wybrany na prezydenta Knurowa z ramienia komitetu Wspólnie dla Knurowa. W wyborach samorządowych w 2006, 2010, 2014 i 2018 skutecznie ubiegał się o reelekcję, wygrywając każdorazowo w pierwszej turze. Nie kandydował na prezydenta miasta w wyborach w 2024, został w nich wybrany na radnego Knurowa.

## Odznaczenia
W 2019 został odznaczony przez prezydenta Andrzeja Dudę Krzyżem Kawalerskim Orderu Odrodzenia Polski. W 2007 otrzymał Złoty Krzyż Zasługi, a w 2016 Srebrny Medal za Zasługi dla Policji.

## Życie prywatne
Żonaty, ma dwoje dzieci (syna i córkę).